# Smuglerkongen
Smuglerkongen er en dansk-svensk film fra 1985, instrueret af Sune Lund-Sørensen. Filmen havde premiere i Sverige den 8. februar 1985 og udkom i Danmark måneden efter den 29. marts.

## Handling
Filmen omhandler rivaliserende smuglere i 1920'ernes Sverige, hvor der var skrap spiritusrationering og gode penge at tjene på at hente varer fra Danmark.

## Medvirkende (i udvalg)
- Janne "Loffe" Carlsson som Albert Jansson
- Björn Skifs som Axel Winkel
- Sanne Salomonsen som Grethe
- Ernst Günther som Strauss
- Nina Gunke som Sickan
- Per Grundén som Hr. Kron
- Ulla Sallert som Fru Kron
- Yvonne Schaloske som Daisy
- Kent Andersson som Frans
- Pierre Lindstedt som Edvard
- Arne Bang-Hansen som Slemdal
- Frank Sundström som tolder
- Evert Lindkvist som bager
- Björn Andrésen som tennisspiller
- Ove Verner Hansen som smugler
- Finn Nielsen som smugler
- Ole Dupont som musiker